# Mozu
Mozu (もず, Mozu) é um dorama japonês de 2014 sendo uma colaboração entre a TBS e o canal WOWOW, estrelando Hidetoshi Nishijima no papel principal.
A série recebeu alta aclamação tanto nacional como internacionalmente. Em 2014, ganhou o prêmio Galaxy, e em julho o Tokyo Drama Award, bem como nomeada para o Banff World Media Festival. Em outubro de 2015, "Mozu" recebeu uma indicação ao Emmy Internacional de melhor série dramática.

## Sinopse
Naotake Kuraki é um superintendente da polícia. Ryota Osugi é um detetive do MPD. Misa Akeboshi é uma investigadora do Departamento de Segurança Pública. Juntos, os três investigam o bombardeio em Shinjuku.

## Elenco
- Hidetoshi Nishijima ... Kuraki
- Teruyuki Kagawa ... Ohsugi
- Yôko Maki ... Miki